# Gisirido

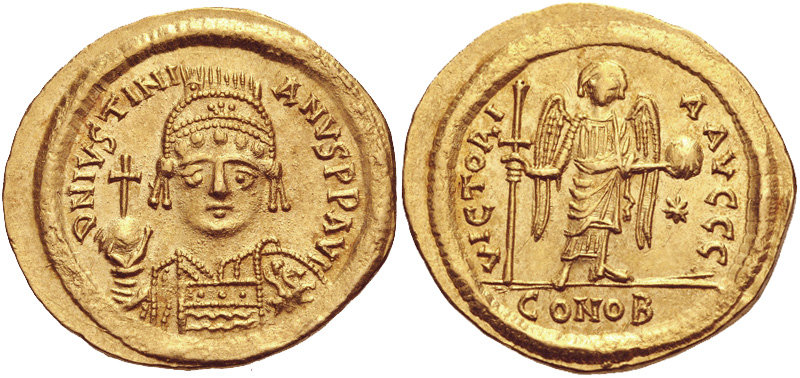
Soldo de Justiniano r.

Gisirido (em grego: Γεισίριθ; romaniz.: Geisirith) foi um oficial bizantino de origem germânica do século VI, ativo durante o reinado do imperador Justiniano (r. 527–565). Esteve ativo na prefeitura pretoriana da África como um comandante subordinado ao mestre dos soldados João Troglita. É incerto qual posto exerceu na província. Talvez ocupasse algum comando classificado entre os mestres dos soldados e os tribunos, possivelmente um homem espectável, como sugerido pelos autores PIRT.
Apareceu pela primeira vez no rescaldo da batalha do inverno de 546/7, na qual os bizantinos decisivamente derrotaram os mouros do chefe Antalas. Na ocasião, foi enviado com Amâncio para espiar as posições inimigas, mas enquanto retornavam, foram emboscados e precisaram ser auxiliados por Troglita; o panegirista Coripo afirmou que lutou nesse encontro. Na Batalha de Marta do verão de 547, reteve o flanco esquerdo com Putzíntulo e Sinduito, enquanto na Batalha dos Campos de Catão do verão de 548, manteve-se perto de Putzíntulo e o chefe mouro aliado Cusina.